# LWL-Klinikum Gütersloh

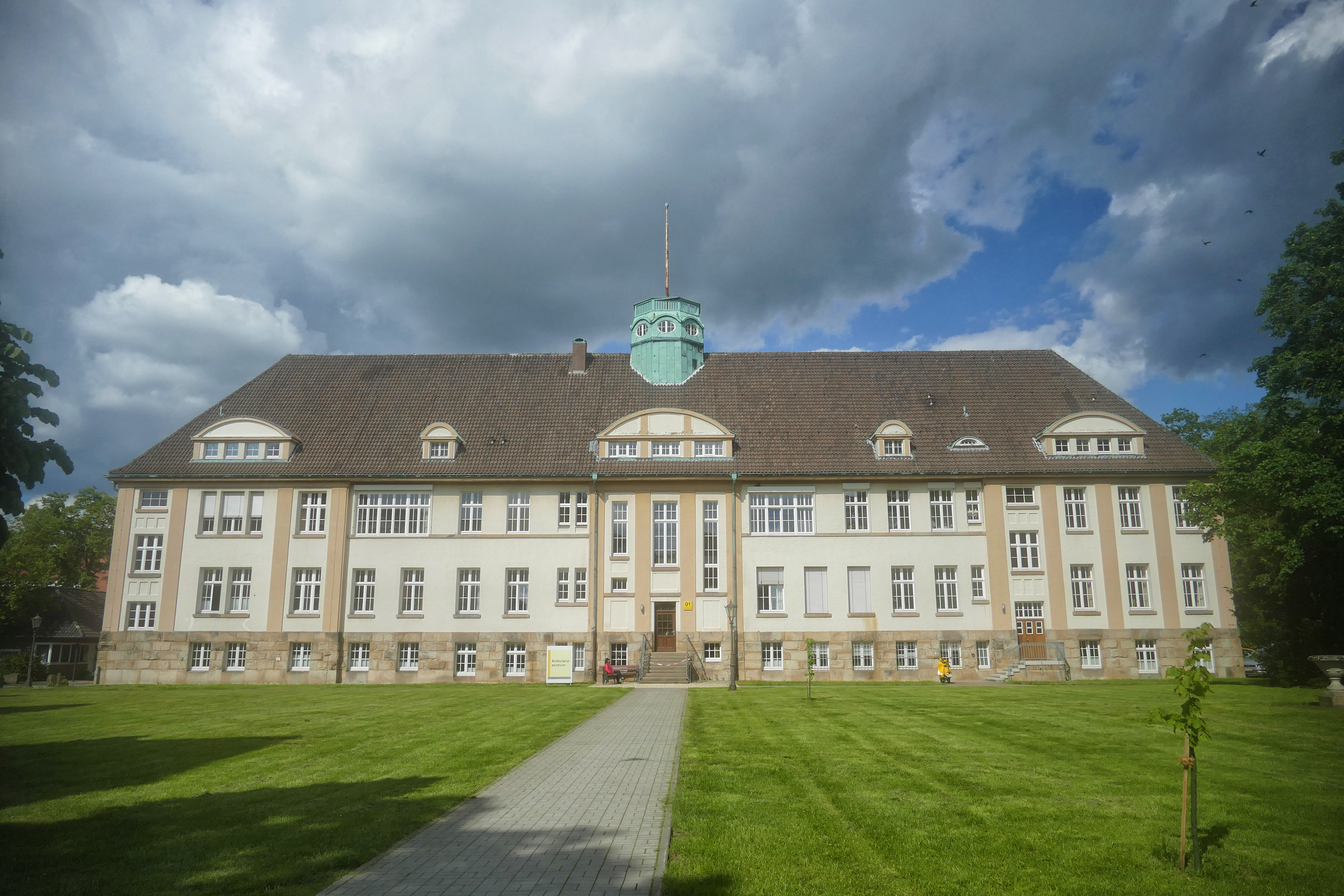
Hauptgebäude

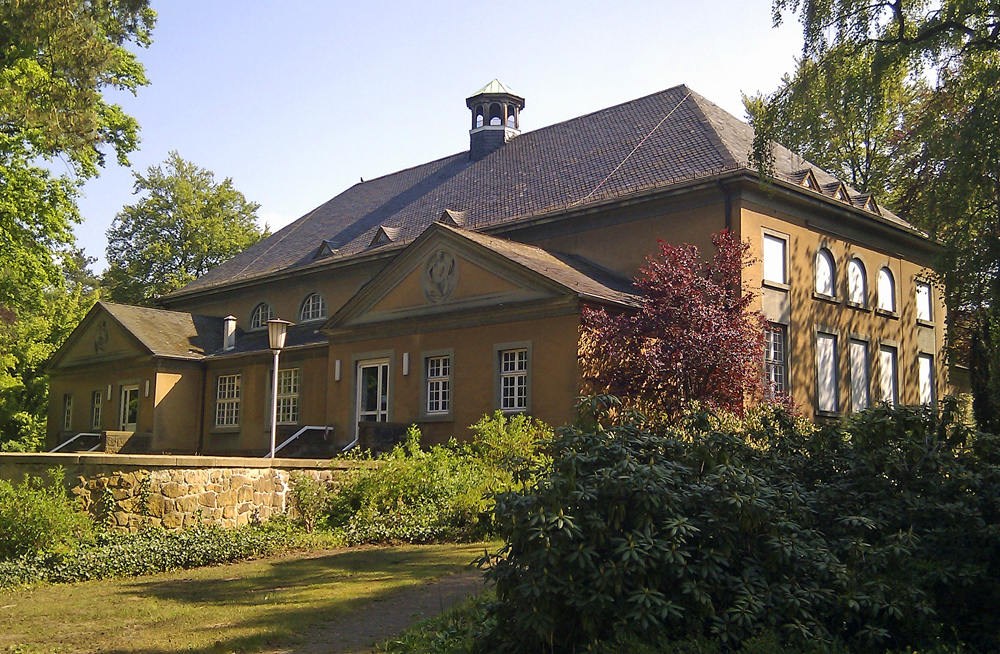
Historischer Festsaal

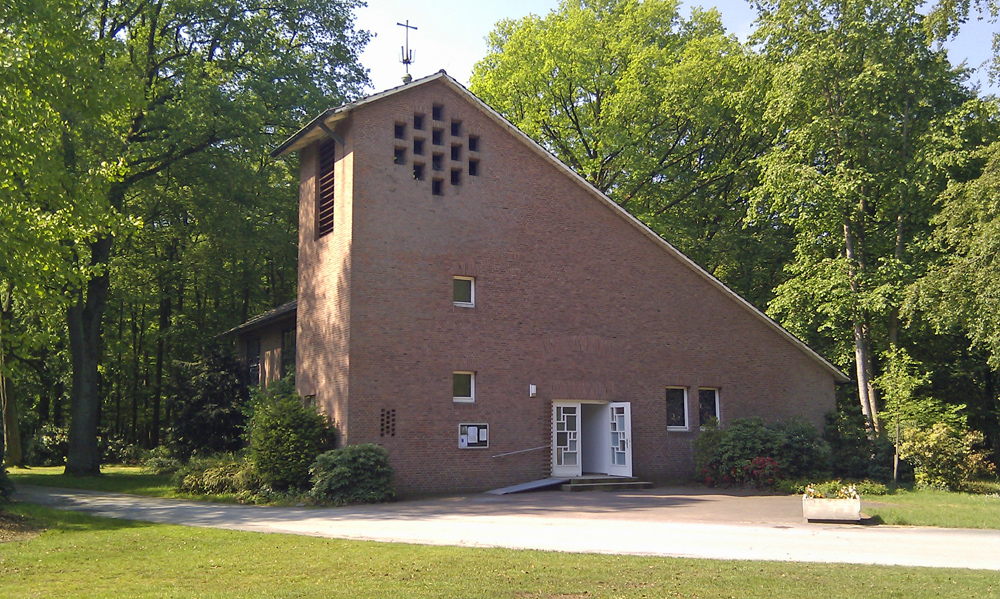
Die Kreuzkirche aus den 1950er Jahren

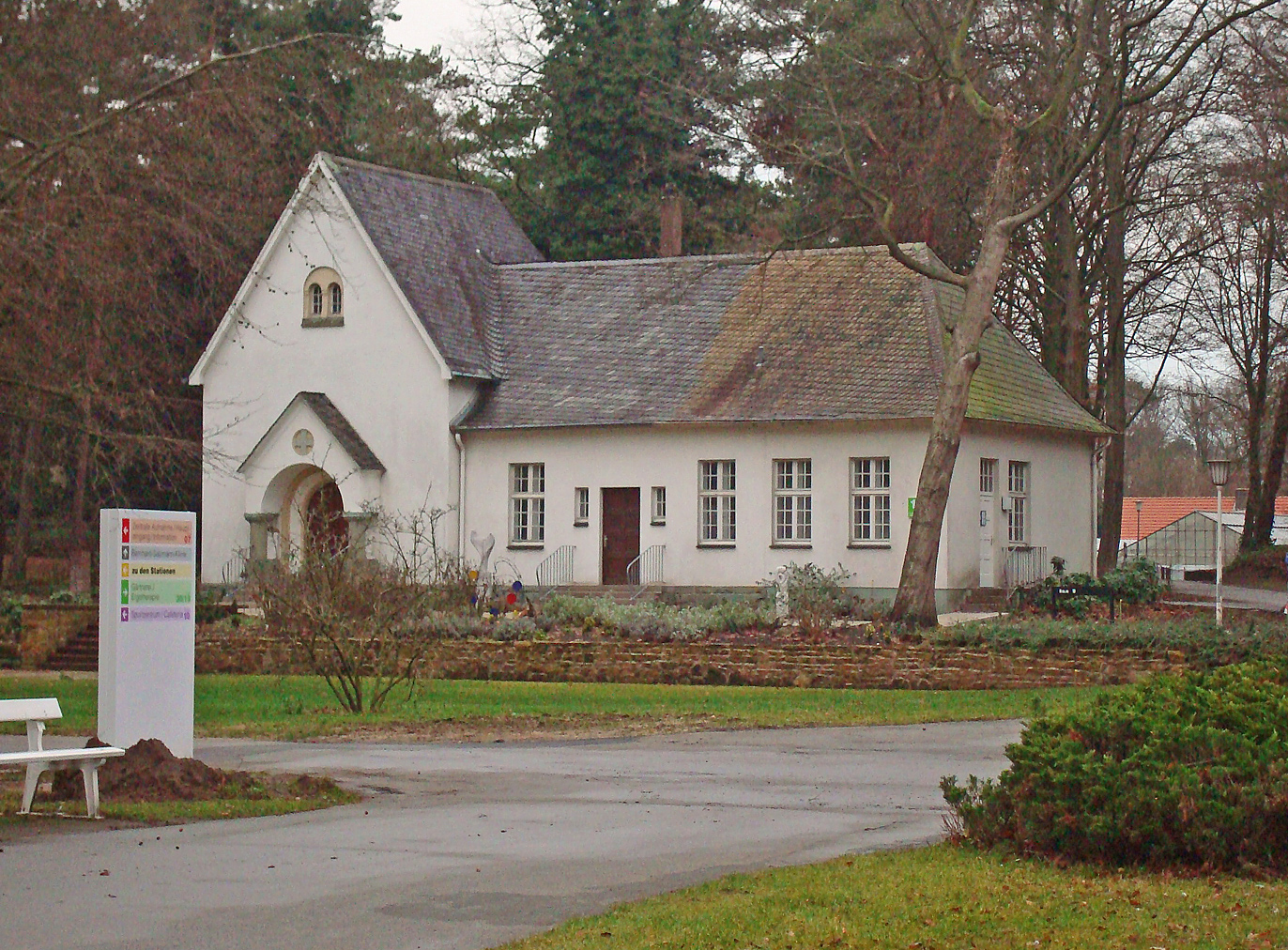
Friedhofskapelle

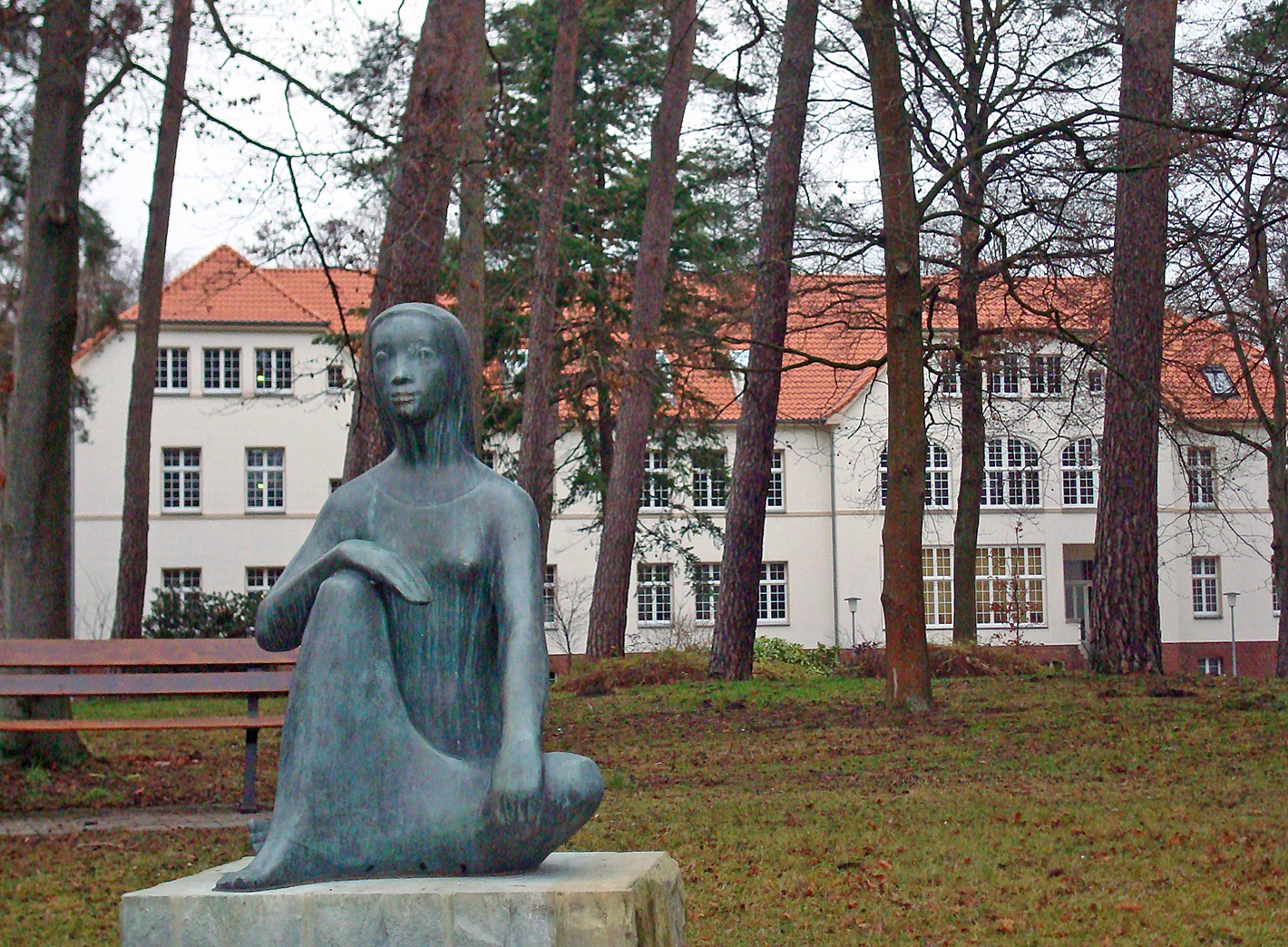
Skulptur von Fritz Szalinski im Klinikpark

Das LWL-Klinikum Gütersloh (eröffnet 1914/1919 als Provinzial-Heil- und Pflegeanstalt Gütersloh, später bis 2007 Westfälische Klinik Gütersloh; nicht zu verwechseln mit dem Klinikum Gütersloh) ist eine Klinik für Psychiatrie, Psychotherapie, Psychosomatik, Neurologie und Innere Medizin in der ostwestfälischen Kreisstadt Gütersloh. Sie ist eine Einrichtung des Landschaftsverbands Westfalen-Lippe (LWL). Pflichtversorgungsgebiet ist der gesamte Kreis Gütersloh. Die Klinik versorgt mehr als 16.000 Patienten im Jahr und gehört zum Psychiatrieverbund Westfalen, in dem rund 8500 Mitarbeiter jährlich über 140.000 Menschen in mehr als 100 Einrichtungen behandeln und betreuen. Außerdem ist das LWL-Klinikum Gütersloh Kooperationspartner der Universität Bielefeld.

## Geschichte
Der Bau der Provinzial-Heil- und Pflegeanstalt Gütersloh wurde 1911 begonnen und 1914 fertiggestellt. Bei Ausbruch des Ersten Weltkriegs wurde das Gelände mit seinen rund 40 Gebäuden dann allerdings zunächst ein Gefangenenlager für Offiziere. Die ersten Psychiatriepatienten wurden ab 1919 dort behandelt. Zum Ärztlichen Direktor war bereits 1914 Hermann Simon berufen worden, der in Gütersloh das Modell der „Arbeits-Therapie“ verwirklichte. Diese sah die Einbindung der Patienten in die landwirtschaftlichen, gärtnerischen und handwerklichen Aufgaben des Klinikalltags vor und wurde wegweisend für die Behandlung von Psychiatriepatienten in Deutschland.
Während der Zeit des Nationalsozialismus wurde ab 1936 die Fürsorge für psychisch Kranke und geistig Behinderte auf die Nationalsozialistische Rassenhygiene ausgerichtet. In den Jahren 1940 bis 1943 wurden 1.017 Patienten als „gänzlich gemeinschafts- und arbeitsunfähig“ eingestuft und in Tötungsanstalten deportiert. Im Jahr 2014 wurde eine Gedenkstätte für die Opfer eingeweiht.
1990 war die Klinik der Tatort einer Serie von mindestens 10 Patiententötungen mittels Luftinjektionen, die ein Krankenpfleger begangen hatte. Wie in ähnlichen Fällen andernorts waren auch in Gütersloh Verdachtsmomente gegen den Pfleger zu lange verdrängt worden, wie Chefarzt Klaus Dörner später selbstkritisch zugab.
Bis 2009 betrieb die Klinik eine interdisziplinäre Intensivstation und eine Stroke Unit. 
Zahlreiche Gebäude, Park und Garten wurden 1992 unter der Denkmalnummer A 196 in die Liste der Baudenkmäler in Gütersloh eingetragen.

### Leitung
- 1914–1934: Sanitätsrat Hermann Simon
- 1934–1945: Werner Hartwich
- 1946–1954: Wilhelm Schneider
- 1954–1960: Walter Schulte
- 1960–1979: Walter Theodor Winkler
- 1980–1996: Klaus Dörner
- 1997–1998: Karl Heinz Beine
- 1999–2009: Ingrid Börner
- 2010–heute: Klaus-Thomas Kronmüller

## Einrichtungen
Neben stationären Angeboten bietet die Klinik ambulante Behandlungen an. Zum Klinikum gehören neben der Klinik in der Buxelstraße 50 auch vier Tageskliniken und drei Institutsambulanzen. Die Tageskliniken in Gütersloh und Halle (Westfalen) sind allgemeinpsychiatrische Einrichtungen. Die beiden anderen Tageskliniken in Gütersloh sind spezialisiert auf Gerontopsychiatrie und Suchtmedizin. Die Institutsambulanzen liegen auf dem Klinikgelände.
Außerdem gehören zum Klinikum der LWL-Wohnverbund Gütersloh mit 30 stationären Wohnplätzen und ambulanten Betreuungsformen und das LWL-Pflegezentrum Gütersloh mit 28 stationären Heimplätzen, 4 stationären Kurzzeitpflegeplätzen, 14 Tagespflegeplätzen und den ambulanten Diensten.
Im Mai 2012 wurde das ans Klinikum angeschlossene Gütersloher Zentrum für Altersmedizin (ZAM) mit 90 Betten und 12 Tagesklinikplätzen eröffnet. Dort sind die Abteilungen für Neurologie, Geriatrie, Innere Medizin und Gerontopsychiatrie untergebracht.
Das LWL-Rehabilitationszentrum Ostwestfalen für Suchtkranke (Bernhard-Salzmann-Klinik) und das LWL-Institut für Rehabilitation für psychisch Kranke (Hans-Peter-Kitzig-Institut) gehören ebenfalls zum LWL-Klinikum Gütersloh.

## Betten und Plätze
- Psychiatrie und Psychotherapie
  - Allgemeine Psychiatrie; Psychotherapie 113
  - Tagesklinikplätze 35
- Gerontopsychiatrie 62
  - Tagesklinikplätze 28
- Suchtmedizin 42
  - Qualifizierter Drogenentzug 11
  - Tagesklinikplätze 10
- Psychosomatik 20
- Neurologie 35
- Innere Medizin 35 inkl. 4 Überwachungsbetten

- Stationäre Krankenhausbetten 323
- Tagesklinikplätze 79
- Krankenhausbetten insgesamt 402

Darüber hinaus 133 Plätze zur medizinischen Rehabilitation Sucht im LWL-Rehabilitationszentrum Ostwestfalen – Bernhard-Salzmann-Klinik (davon 17 in Paderborn) und 39 Plätze zur medizinischen Rehabilitation psychisch Kranker im LWL-Institut für Rehabilitation – Hans-Peter-Kitzig-Institut.

## Spezielle Behandlungsangebote
a) Angebote des LWL-Klinikums Gütersloh
- psychotherapeutische und psychosomatische Behandlung
- qualifizierte Alkohol- und Medikamentenentzugsbehandlung
- qualifizierte Drogenentzugsbehandlung
- neurologische und geriatrische Komplexbehandlung
- neurologische und internistische Grundversorgung
- Röntgen
- Computertomographie
- Endoskopie

b) Angebote der Bernhard-Salzmann-Klinik, LWL-Rehabilitationszentrum Ostwestfalen, Medizinische Rehabilitation für Menschen mit Abhängigkeitserkrankungen
- medizinische Rehabilitation speziell für Alkohol-, Medikamenten- und Drogenabhängige
- teilstationäre und ambulante Rehabilitation
- Behandlung von pathologischem Spielverhalten
- Kurzzeittherapie
- Adaption
- gemeindenahe Rehabilitation Standort Paderborn (17 Plätze)